# 江湾军火库爆炸案
江湾军火库爆炸案又稱上海江灣軍火庫爆炸、江灣軍火庫大爆炸、江湾军火库大爆破，是1949年2月12日（一說2月16日）中華民國政府於上海市江灣五角場國和路的軍火庫被中共地下黨策劃並炸毀的刑事毀壞罪案。爆炸未造成傷亡，但彈藥付之一炬。事後政府直到上海被攻佔也未能抓住策劃人和兇手。